# Musée de la ferme Lucas
Le musée de la ferme Lucas est un musée établi dans un ancien centre de torture de l'Armée française, consacré à la torture pendant la guerre d'Algérie. Situé sur la commune de Djerma dans la wilaya de Batna, à environ 25 kilomètres de Batna il se visite toute l'année.

## Histoire
Pour des articles plus généraux, voir Histoire de Batna et Guerre d'Algérie.
De 1957 à 1962, un centre de détention est installé dans la commune de Djerma.
Il a été transformé en un centre de torture aux fins d'interroger les habitants des Aurès suspectés d'appartenir au Front de libération nationale ou d'avoir des liens avec les moudjahidines.
Il était alors connu sous le nom de « Ferme Lucas » ou de « Domaine Saint-François ».
Plus de 700 personnes y ont été internées, dont de nombreuses femmes (dans le box du bâtiment du milieu) et des enfants qui étaient suspectés pour leurs engagements politiques ou leur appartenance à la Révolution.
Les techniques de torture pratiquées comprennent la gégène, la privation du sommeil, la bastonnad, l'arrachage des ongles avec des pinces, la submersion, et les « pieds de cochon » (méthode consistant à presser le bout d'une cigarette contre les ongles des prisonniers jusqu'à ce qu'ils brûlent).
Il a été transformé en musée et inauguré le 22 mars 2008.

## Bâtiment
La ferme Lucas est une grande ferme composée d'un logis (rez-de-chaussée et un étage) avec pigeonniers et des dépendances formant une cour arborée et fermée.